# Entalophoroecia
Entalophoroecia is een geslacht van mosdiertjes uit de familie van de Plagioeciidae en de orde Cyclostomatida. De wetenschappelijke naam ervan werd in 1976 voor het eerst geldig gepubliceerd door Jean-Georges Harmelin.

## Soorten
- Entalophoroecia balgimae Harmelin & d'Hondt, 1992
- Entalophoroecia capitata (Robertson, 1900)
- Entalophoroecia clavata (Busk, 1859)
- Entalophoroecia crisioides (Calvet in Jullien & Calvet, 1903)
- Entalophoroecia deflexa (Couch, 1842)
- Entalophoroecia elegans (Norman, 1909)
- Entalophoroecia gracilis Harmelin, 1976
- Entalophoroecia harmeri (Osburn, 1933)
- Entalophoroecia proboscideoides (Smitt, 1872)
- Entalophoroecia producta (M.Sars, 1869)
- Entalophoroecia racemosa (Hutton, 1873)
- Entalophoroecia robusta Harmelin, 1976
- Entalophoroecia rogickiana (Androsova, 1968)